# Háló Kováts József
Háló Kováts József (Győr, 1761. március 17. – Nagykőrös, 1830. október 10.) magyar költő, műfordító, református lelkész.

## Életpályája
Gyermekkorában szülei Érdiószegre költöztek; itt kezdete tanulását és 1772-től Debrecenben folytatta, ahol 1778. április 30-án lépett a felső osztályokba. A debreceni kollégiumban 1785-ben a poeták preceptora, Csokonai Vitéz Mihály tanára és felfedezője volt. 1786-ban Derecskén iskolarektor lett. Mindenek felett pártolta őt Szilágyi Sámuel hegyközkovácsi birtokos. Háló Kováts 1789-ben meglátogatta a német, holland és angol egyetemeket; legtovább tartózkodott Utrechtben és Göttingenben. Ez utóbbi helyről 1791-ben hívták meg nagykőrösi papnak; hazajött és folytatta hivatalát 1815-ig, amikor Kiskunhalasra hívták, ahol 1826-ig lelkészkedett; ekkor szemei gyengesége miatt nyugalomba vonult Nagykőrösre.
Jellemző életéből, hogy 18 fogadott gyermeket nevelt föl. Gazdag könyvtárát, melynek egy részét ipjától, Gőböl Gáspár esperestől örökölte, s különböző iskolákra hagyta (Debrecen, Pápa, Kecskemét, Nagykőrös). Lefordította Jean Racine-nak a vallásáról (1798) írt munkáját, és az Aeneist (1799-1804).

## Művei
- Magyar versek, melyekkel a felséges második József császárt nevenapján tisztelte 1782. bőjtmás-havának 19... Debreczenben. Győr. (Kézirata a Magyar Nemzeti Múzeumban a Virágos kert c. gyűjteményben.)
- A harmadik égnek utja, melyet ama f. tiszt. Szilágyi Sámuel urnak túl a Tiszán lévő superintendensének temetésekor előadott Kovácsiban. N.-Várad, 1786. (Versben.)
- A vallás, vagy az ifjabb Racinnek a vallásról irott munkája. Melyet magyarul szabadabb versekbe foglalván kiadott. Komárom, 1798.
- Magyar Éneis, avagy P. Virgilius Maronak Éneás viselt dolgairól írt munkája. Melyeket magyar versekbe foglalván kiadott. Uo. 1799-1804. Két darab. (Ism. Zeitschrift von u. für Ungern VI. 1804.); a III. db. Buda, 1831. (K özvegye költségén jelent meg.)
- Nagy Kőrösi prédikátor Kováts József urnak 1807. eszt. jún. 8. forró hidegben megholt ötödik esztendős fiacskáján Jósefen való kesergése. (Bécs, 1807. Latinul versek, a Magyar Kurir melléklete.)

A reformátusok 1808-ban megújított énekes könyvében három éneke van a 148., 149. és 161. szám alatt.
Mint közkedveltségű költőnek sok verse jelent meg az akkori hirlapokban és folyóiratokban, így: a bécsi Magyar Musában (1788. XXXIII. szám. Néhai Bak János ifjú papnak Bécsben történt haláláról), a M. Hirmondóban (1792. I. 554. l. Márcziusnak első napjára, vagy felséges királyunk II. Leopold halálának szomorú estvéjére irott versek, 910. lap. Verse, melyet Farkas András Pokolba utazása elejbe irt, II. 931. l. Pétzeli József halálának megtisztelésére); a Figyelő (I. 1876. 221., II. 1877. 195., 197. l.) is közölt tőle néhány apróbb verset.
Levelei gróf Széchenyi Ferenchez, Nagykőrös, 1803. ápr. 16. és Mátyási Józsefhez, Halas, 1821. dec. 4. (a Magyar Nemzeti Múzeum kézirati osztályában.)